# Huachinera
Huachinera é um município do estado de Sonora, no México.